# Ложится мгла на старые ступени
«Ложи́тся мгла на ста́рые ступе́ни» — автобиографический роман Александра Чудакова, напечатанный в 2000 году в журнале «Знамя». В том же году удостоен премии этого журнала, а в 2011 году получил премию «Русский Букер десятилетия».  По словам жены автора, в романе «выдуманы только некоторые фабульные звенья». 
Единственный роман известного литературоведа Чудакова был написан на склоне его жизни и посвящён выживанию нескольких поколений покинувших столицу интеллигентов в беспощадных условиях 1940-х и 1950-х годов в южносибирском городе Щучинск, который выведен в романе под названием «Чебачинск» (см. Чебачьи озёра). Имеет иронический подзаголовок «Роман-идиллия». Черновое название — «Смерть деда».
По характеристике Пётра Вайля, мемуарная книга Чудакова есть «школа выживания», причём «всякого — умственного, нравственного, физического, бытового». Её называют «своеобразной советской робинзонадой», так как герои ведут почти автономное существование, самостоятельно изготавливая хозяйственные товары, от мыла до кожаных изделий. При этом ссыльные разных поколений, несмотря на тяготы, формируют в захолустном городке очаг духовной жизни. Чудаков демонстрирует, что достойную жизнь можно обустроить даже в условиях тяжёлых лишений и культурной изоляции.